# Ovatis
Ovatis is een geslacht van kreeftachtigen uit de klasse van de Malacostraca (hogere kreeftachtigen).

## Soort
- Ovatis simplex Ng & Chen, 2004